# Cephalotes cristatus
Cephalotes cristatus é uma espécie de inseto do gênero Cephalotes, pertencente à família Formicidae.